# Estadio Justino Salinas
El estadio Justino Salinas, anteriormente conocido como Estadio Matuna, es la sede del equipo de béisbol Panamá Oeste. Está ubicado en la calle H, en el barrio Matuna de la ciudad de La Chorrera, provincia de Panamá Oeste.

## Historia

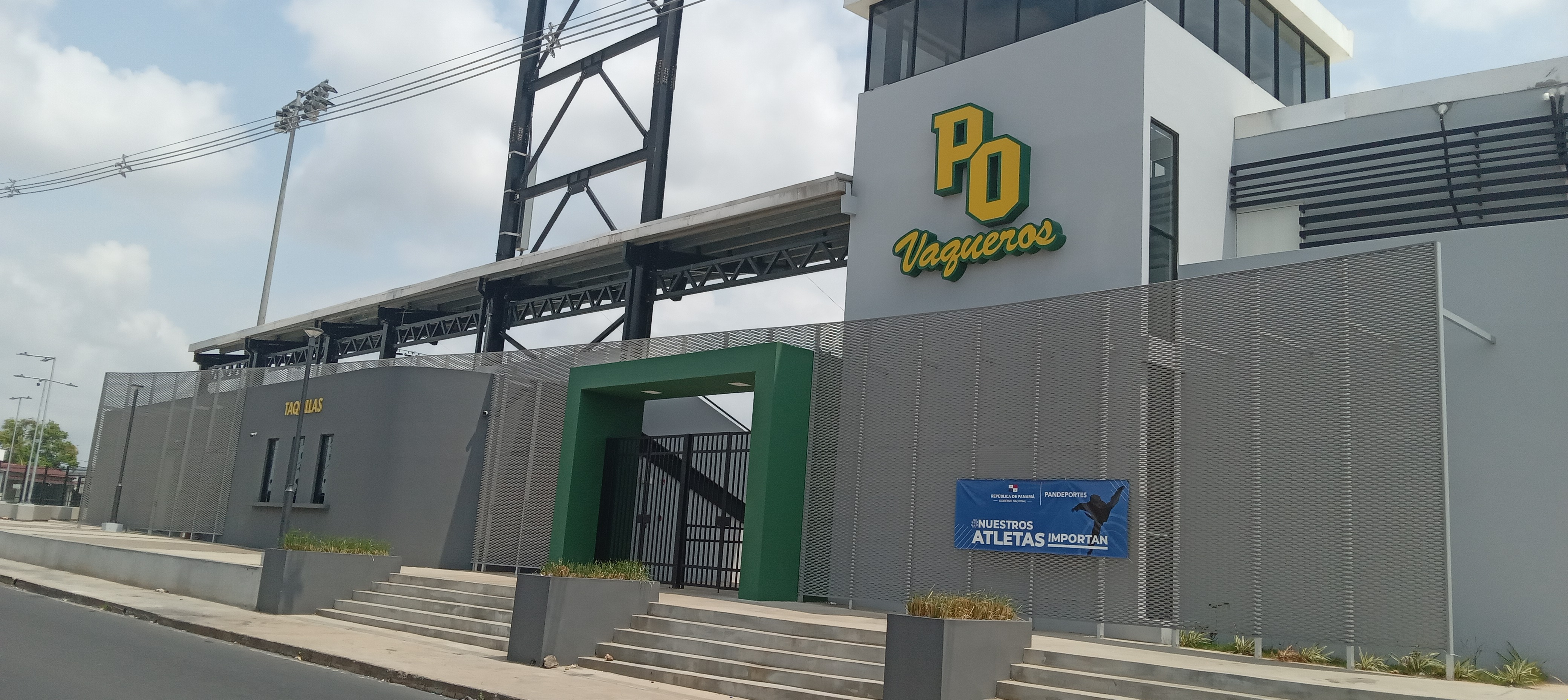
Estadio Justino Salinas

### Estadio Justino Salinas
El Estadio Justino Salinas es un recinto deportivo ubicado en el barrio de Matuna, en el distrito de La Chorrera, provincia de Panamá Oeste, Panamá. Originalmente fue conocido como Estadio Matuna, en referencia al barrio donde se encuentra situado. En 1992 fue renombrado en honor a Justino Salinas, figura relevante del béisbol local.
A lo largo de su historia el estadio ha sido escenario de encuentros destacados del béisbol panameño. Entre ellos se encuentra la serie de dieciocho juegos disputada en 1978 entre los equipos de Panamá Metro y Panamá Oeste que concluyó con la victoria de Panamá Metro por 14 a 13. El resultado fue definido por un sencillo de Julio Murillo y un triple de Cristóbal Girón.
Diversos beisbolistas reconocidos han jugado en este estadio, incluidos Mariano Rivera, Rubén Rivera, Luis Muñoz, José Rodríguez, Rennie Stennett, los hermanos Juliao y Patsy Álvarez, Julio Polanco, Heradio Gómez, Ciencia Bernal, los hermanos Eric y Tito Libio Espino, Vernot Villarreal, Abdala Chacón, Ernesto Fossatty, Porfirio Rangel, Nen Girón, Matías Ruiz, Manuel Barrios y Enrique Burgos, entre otros.
Los equipos juveniles de la provincia de Panamá Oeste han logrado dos campeonatos nacionales: el primero en 1996 y el segundo en 2023. Además, en este estadio, el lanzador Roberto Hernández alcanzó el ponche número 1000 de su carrera.
En 1987 el equipo de Panamá Oeste venció a Bocas del Toro por 6-1 en Matuna, con victoria para Mariano Rivera. En ese encuentro Sherman Obando, de Bocas del Toro, bateó de 4-4 frente a quien posteriormente sería miembro del Salón de la Fama del Béisbol. Por su parte Orlando Miller se fue de 4-0.
En los años 1982 y 1992 el torneo juvenil fue inaugurado en este estadio. En 1967 las selecciones de Panamá y Panamá Oeste se enfrentaron en el Estadio Matuna, resultando vencedora la novena del Oeste, que obtuvo así el derecho a participar en el campeonato nacional.
Dirigentes como Mapril Montenegro, Humberto Achon y Luis Muñoz padre forman parte fundamental de la historia del béisbol en Panamá Oeste, región reconocida oficialmente como provincia beisbolera desde 1975.
En febrero de ese mismo año Panamá Oeste logró su primera victoria en los campeonatos nacionales, al vencer a Veraguas por 2-1, con el lanzador Ronaldo Montero (de los Vaqueros) en el montículo.

## Nombre
Desde 1992 el estadio lleva el nombre de Justino Salinas, coincidiendo con la inauguración del campeonato juvenil en sus instalaciones.
El nombramiento se realizó un año después del fallecimiento de Salinas, quien fue lanzador del equipo provincial de Panamá en los Campeonatos de Béisbol Mayor. También integró la Selección de béisbol de Panamá en las Copas Mundiales de Béisbol de 1947, 1948 y 1950, celebradas en Colombia y Nicaragua.
A nivel profesional jugó con el equipo Cerveza Balboa, convirtiéndose en el primer chorrerano en llegar al béisbol profesional. También militó en Colombia donde tuvo una destacada temporada con récord de 8-1. Hizo dupla con su hermano Dionisio Salinas, quien se desempeñaba como receptor. Posteriormente abandonó su carrera profesional para dedicarse a la formación de peloteros en distintas regiones del país llegando a dirigir la provincia de Veraguas.

## Remodelación y reinauguración
El 4 de enero de 2024 el presidente Laurentino Cortizo, acompañado por jugadores de Panamá Oeste, cortó la cinta del renovado Estadio Justino Salinas. Durante la ceremonia el mandatario rindió homenaje al béisbol nacional.
En el acto el presidente condecoró con la medalla de oro a Mariano Rivera y entregó un pergamino de honor al pelotero Elpidio Pinto, quien expresó su agradecimiento por el reconocimiento. La inauguración concluyó con el lanzamiento simbólico realizado por Cortizo, quien oficializó así la apertura de una obra que representa la recuperación de un espacio deportivo emblemático para el país.

### Partido
Panamá Oeste celebró la reapertura del moderno estadio Justino Salinas con una victoria de 6 carreras por 1 sobre Coclé en la jornada inaugural del Campeonato Nacional de Béisbol Juvenil.

## Instalaciones
El nuevo estadio cuenta con una capacidad para entre 1800 y 2000 espectadores. Su diseño fue desarrollado para aprovechar al máximo el espacio del antiguo recinto, adaptándolo a las nuevas exigencias técnicas y funcionales.
Entre sus mejoras destacan las butacas plegables, puestos de venta con acceso optimizado y una zona tipo terraza VIP equipada con barras amplias, asientos con sombrillas y otras comodidades. El estadio también dispone de áreas accesibles para personas con discapacidad o movilidad reducida.
Las torres de iluminación incorporan luminarias LED con tecnología interactiva, similar a la utilizada en el estadio Rod Carew.
El costo total de la remodelación fue de 6.3 millones de balboas.